# اندی هیل (بازیکن فوتبال)
اندی هیل (انگلیسی: Andy Hill؛ زادهٔ ۲۰ ژانویهٔ ۱۹۶۵) بازیکن فوتبال اهل بریتانیا است.
از باشگاه‌هایی که در آن بازی کرده‌است می‌توان به باشگاه فوتبال بری، باشگاه فوتبال منچستر سیتی، باشگاه فوتبال پورت ویل، و باشگاه فوتبال منچستر یونایتد اشاره کرد.